# Згрополци
Згрополци (на македонска литературна норма: Згрополци) е село в централната част на Северна Македония, община Градско.

## География
Селото е разположено в областта Клепа северозападно от общинския център Градско на десния бряг на Вардар.

## История
В XIX век Згрополци е българо-турско село във Велешка кааза, нахия Клепа на Османската империя. В „Етнография на вилаетите Адрианопол, Монастир и Салоника“, издадена в Константинопол в 1878 година и отразяваща статистиката на населението от 1873 година, Зурополци (Zuropoltzi) е посочено като село с 10 домакинства и 45 жители българи.
Според статистиката на Васил Кънчов („Македония. Етнография и статистика“) от 1900 година Сгорополци има 75 жители, от които 45 българи християни и 30 турци.
В началото на XX век жителите на селото са под върховенството на Българската екзархия. По данни на секретаря на екзархията Димитър Мишев („La Macédoine et sa Population Chrétienne“) през 1905 година в Згорополци (Zgoropoltzi) има 80 българи екзархисти.
След Междусъюзническата война в 1913 година селото попада в Сърбия.
На етническата си карта от 1927 година Леонард Шулце Йена показва Згрополци (Sgropolci) като смесено българско християнско-турско село.
По време на българското управление във Вардарска Македония в годините на Втората световна война, Михаил Л. Антов от Сълп е български кмет на Згрополци от 15 септември 1941 година до 22 юли 1943 година. След това кметове са Цветко Б. Цеков от Ослен Криводол (22 юни 1943 - 23 ноември 1943) и Петър К. Тошев от Прилеп (16 декември 1943 - 9 септември 1944).